# Enrico Salvador
Enrico Salvador (* 30. November 1994 in Vittorio Veneto) ist ein ehemaliger italienischer Straßenradrennfahrer.

## Karriere
Enrico Salvador gewann 2012 eine Etappe beim italienischen Etappenrennen Giro di Basilicata, einem Radrennen für Junioren. Von 2016 bis 2018 fuhr er jährlich wechselnd für verschiedene UCI Continental Teams. Sein größter Erfolg in dieser Zeit war der Sieg bei der Berner Rundfahrt in der Schweiz. In der Saison 2019 gewann er mit Northwave Cofiloc Team zwei Etappen und die Gesamtwertung der Serbien-Rundfahrt.
Nach der Saison 2019 wird Salvador nicht mehr in den Ergebnislisten der UCI geführt.

## Erfolge
2012
- eine Etappe Giro di Basilicata

2016
- Berner Rundfahrt
- Trofeo Beato Bernardo

2019
- Gesamtwertung und zwei Etappen Tour de Serbie